# Oxford Classical Dictionary
De Oxford Classical Dictionary (OCD) is een eendelige Engelstalige encyclopedie over de klassieke oudheid.
Het boek werd voor het eerst uitgegeven in 1949. Een tweede editie volgde in 1970 onder redactie van Nicholas G.L. Hammond en H.H. Scullard. Een derde editie verscheen in 1996 onder redactie van Simon Hornblower en Antony Spawforth. De vierde editie onder redactie van Simon Hornblower, Antony Spawforth en Esther Eidinow is in 2012 verschenen.
De derde editie was tevens beschikbaar op cd-rom maar bleek niet geheel compatibel te zijn (niet goed samen te werken) met recentere versies van Windows.
De 6000 artikelen in de encyclopedie bestrijken alle facetten van het dagelijks leven van de oude Grieken en Romeinen tot hun geografie, religie en hun historische figuren. Daarnaast bevat het boek uitgebreide verwijzingen naar bronnen en recente wetenschappelijke publicaties.